# Ronny Van Geneugden
Ronny Van Geneugden (Hasselt, 17 augustus 1968) is een Belgisch voetbaltrainer en voormalig voetballer. Van 2010 tot januari 2014 was hij trainer bij Oud-Heverlee Leuven. Daarna was hij een half jaar coach van Waasland-Beveren. Van 2017 tot 2019 was hij bondscoach van Malawi. Van Geneugden is sinds 2021 technisch directeur van MVV Maastricht.
Zijn zoon, Yannick (1993), komt uit voor het Limburgse KFC Helson.

## Speler
Ronny Van Geneugden startte zijn loopbaan als voetballer bij het Limburgse THOR Waterschei, dat toen in Tweede Klasse vertoefde en in 1988 samen met FC Winterslag de fusieclub KRC Genk werd. Net voor de fusie ruilde Van Geneugden, een middenvelder met een gave traptechniek, de club in voor het Nederlandse RKC Waalwijk.
Maar bij RKC kwam Van Geneugden amper aan spelen toe, waardoor hij na reeds één seizoen terugkeerde naar België. Hij vond onderdak bij Antwerp FC, waar hij een ploegmaat werd van onder meer Hans-Peter Lehnhoff, Nico Claesen en Alex Czerniatynski. De Limburger was bij Antwerp geen titularis, maar mocht wel regelmatig invallen. In 1992 veroverde hij met Antwerp de Beker van België, waarna hij de club verliet voor promovendus Lommel SK.
Bij het pas naar Eerste Klasse gepromoveerde Lommel kwam Van Geneugden voor het eerst vaak aan spelen toe. De Limburgse club flirtte in zijn eerste seizoen met de degradatie, maar ontpopte zich dan tot een stevige middenmoter. Spelers als Van Geneugden, Jacky Mathijssen, Harm van Veldhoven en Marc Hendrikx waren in die periode de opvallendste namen bij Lommel.
In 1997 verkaste Van Geneugden naar het Germinal Ekeren van trainer Herman Helleputte. De club had toen net de Beker gewonnen en beschikte met voetballers als Tomasz Radzinski, Gunther Hofmans en Mike Verstraeten over een sterke kern. Toch hield Van Geneugden het slechts enkele maanden vol bij Ekeren. De middenvelder verhuisde in december naar KSC Lokeren, dat net als Ekeren destijds tot de subtop behoorde. Bij Lokeren werd de toen 30-jarige Van Geneugden met zijn ervaring een van de leiders op het veld. En na het ontslag van trainer Willy Reynders werd Van Geneugden ook een leider naast het veld. De middenvelder stopte even met voetballen om het team samen met Rudy Cossey als trainer te begeleiden in afwachting van de komst van Georges Leekens. Onder het toezicht van Van Geneugden verloor Lokeren geen enkele keer.
Tot 2000 voetbalde Van Geneugden nog voor Lokeren. Nadien speelde hij nog enkele seizoenen voor Verbroedering Geel, dat toen net naar Tweede Klasse was teruggezakt. In 2002 hing hij zijn voetbalschoenen aan de haak en ging hij aan de slag als voetbalcoach.

## Trainer
Als trainer begon Ronny Van Geneugden zijn carrière in Derde Klasse. Bij Excelsior Veldwezelt begon hij als hoofdcoach aan het seizoen 2002/03. Hij pakte toen een periodetitel. Aan het einde van het seizoen vertrok hij naar KRC Genk waar hij trainer van de beloften werd.
Op het einde van het seizoen 2003/04 stapte hoofdcoach Sef Vergoossen op en kregen Van Geneugden en hulptrainer Pierre Denier tot het einde van het seizoen de sportieve leiding. Nadien kreeg Van Geneugden een aanbieding van KSK Tongeren, maar Genk-voorzitter Jos Vaessen liet hem niet vertrekken. Van Geneugden bleef beloftencoach bij KRC Genk en zag hoe jeugdspelers als Steven Defour, Sébastien Pocognoli en Jordan Remacle de overstap maakten naar de A-kern.
Toen in februari 2008 hoofdcoach Hugo Broos aan de deur werd gezet, werd Van Geneugden tot het einde van het seizoen zijn vervanger. Hij leidde Genk naar een tiende plaats in het eindklassement. Ook het volgende seizoen bleef hij bij Genk hoofdtrainer. Hij loodste de club in de loop van het seizoen naar een vierde plaats in het klassement en de halve finale in de Beker van België.In maart 2009 moest hij als trainer een stap opzij zetten. Assistent Pierre Denier nam zijn taak over en veroverde met Genk de beker.
Een terugkeer bij Genk kwam er niet, want in de zomer van 2010 tekende Van Geneugden bij tweedeklasser Oud-Heverlee Leuven, waar hij onder meer Jordan Remacle en Kenneth Van Goethem terugvond. De club veroverde dankzij een sterke eindspurt (19 punten in de laatste 8 wedstrijden) de titel in Tweede Klasse. Het was van 1949 geleden dat een club uit Leuven nog eens naar Eerste Klasse mocht. In mei 2010 verlengde Van Geneugden zijn contract bij OHL tot 2015.
Zowel het eerste als het tweede seizoen in de hoogste klasse was een succes. Zonder enige problemen gekend te hebben, eindigde OHL in het seizoen 2011/12 als 14e. Het daaropvolgende seizoen, 2012/13, eindigde OHL als 10e en verloor men de finale van POII tegen AA Gent. In het seizoen 2013/14 kende OHL echter meer problemen. Ondanks enkele zomertransfers kwam de ploeg niet sterker voor de dag. Op 21 januari 2014, nadat de club naar de voorlaatste plaats was afgezakt, werd Van Geneugden ontslagen.
In het seizoen 2014/15 werd Van Geneugden hoofdtrainer bij Waasland-Beveren, waar hij wegens slechte resultaten vroegtijdig vervangen werd door Guido Brepoels. Na zijn periode bij Waasland-Beveren ging Van Geneugden aan de slag als hoofdtrainer van het Cypriotische Enosis Neon Paralimni. Hij coachte het team van november 2015 tot het einde van het seizoen, wanneer de club degradeerde.
Eind maart 2017 kondigde de voetbalbond van Malawi aan een akkoord te hebben met Van Geneugden als bondscoach van het nationale voetbalelftal. Hij tekende uiteindelijk een contract voor twee seizoenen. Van Geneugden slaagde er niet in om Malawi naar de Afrika Cup 2019 te plaatsen, waardoor Malawische voetbalbond in april 2019 liet weten dat zijn contract niet verlengd werd vanwege "magere resultaten".
In 2019 ging Van Geneugden aan de slag als technisch directeur bij Lommel SK en in juli 2021 werd bekend dat hij de nieuwe technisch directeur van MVV Maastricht werd.

## Palmares
Als speler
- Beker van België: 1992

Als trainer
- Kampioen in Tweede Klasse: 2011

## Statistieken
| Seizoen | Club               | Land      | Competitie    | Wed. | Goals |
| ------- | ------------------ | --------- | ------------- | ---- | ----- |
| 1986/87 | THOR Waterschei    | België    | Tweede Klasse | 11   | 1     |
| 1987/88 | THOR Waterschei    | België    | Tweede Klasse | 28   | 3     |
| 1988/89 | RKC Waalwijk       | Nederland | Eredivisie    | 5    | 0     |
| 1989/90 | Antwerp FC         | België    | Eerste Klasse | 17   | 1     |
| 1990/91 | Antwerp FC         | België    | Eerste Klasse | 17   | 1     |
| 1991/92 | Antwerp FC         | België    | Eerste Klasse | 11   | 0     |
| 1992/93 | Lommel SK          | België    | Eerste Klasse | 25   | 9     |
| 1993/94 | Lommel SK          | België    | Eerste Klasse | 33   | 6     |
| 1994/95 | Lommel SK          | België    | Eerste Klasse | 34   | 12    |
| 1995/96 | Lommel SK          | België    | Eerste Klasse | 34   | 9     |
| 1996/97 | Lommel SK          | België    | Eerste Klasse | 32   | 14    |
| 1997/98 | Germinal Ekeren    | België    | Eerste Klasse | 11   | 0     |
| 1997/98 | KSC Lokeren        | België    | Eerste Klasse | 21   | 4     |
| 1998/99 | KSC Lokeren        | België    | Eerste Klasse | 33   | 5     |
| 1999/00 | KSC Lokeren        | België    | Eerste Klasse | 31   | 6     |
| 2000/01 | Verbroedering Geel | België    | Tweede Klasse | 32   | 9     |
| 2001/02 | Verbroedering Geel | België    | Tweede Klasse | 30   | 3     |
| Totaal  | Totaal             | Totaal    | Totaal        | 405  | 83    |